# (5898) 1985 KE
(5898) 1985 KE là một tiểu hành tinh vành đai chính. Nó được phát hiện bởi Alan C. Gilmore và Pamela M. Kilmartin ở Mount John University Observatory in New Zealand ngày 23 tháng 5 năm 1985.